# 密钥文件
密钥文件（Keyfile）是计算机上的一个文件，其中包含加密或許可证密钥。一些应用程序使用密钥文件来保存許可證信息，该文件会被定期檢查以确保其时效性和合规性。